# 沟子荠属
沟子荠属（学名：Taphrospermum）是十字花科下的一个属，为多年生草本植物。该属共有2种，分布于东亚。